# Clara Bryant
Clara Bryant (Glendale, Kalifornia, 1985. február 7. –) amerikai színésznő.

## Filmográfia

### Film
| Év   | Magyar cím        | Eredeti cím         | Szerep             | Megjegyzések |
| ---- | ----------------- | ------------------- | ------------------ | ------------ |
| 1994 |                   | Egyszer egy életben | kislány            | tévéfilm     |
| 1997 |                   | Under Wraps         | Amy                | tévéfilm     |
| 1999 |                   | L'Amante perduto    | Dafi               |              |
| 2002 |                   | Tru Confessions     | Trudy (Tru) Walker | tévéfilm     |
| 2002 | Arccal a Nap felé | Due East            | Mary Faith Rapple  | tévéfilm     |
| 2007 | A csontevő        | Bone Eater          | Kelly Evans        | tévéfilm     |

### Televízió
| Év        | Magyar cím                 | Eredeti cím                | Szerep           | Megjegyzések |
| --------- | -------------------------- | -------------------------- | ---------------- | ------------ |
| 1991      |                            | Gabriel's Fire             | Rachel Goldstein | 1 epizód     |
| 1992      | Roseanne                   | Roseanne                   | Lisa Healy       | 1 epizód     |
| 1992      |                            | Billy                      | Annie MacGregor  | 12 epizód    |
| 1993      | Star Trek: Deep Space Nine | Star Trek: Deep Space Nine | Chandra          | 1 epizód     |
| 2002–2003 | Buffy, a vámpírok réme     | Buffy the Vampire Slayer   | Molly            | 5 epizód     |
| 2003      | Fastlane – Halálos iramban | Fastlane                   | Muffy            | 1 epizód     |
| 2003      | Hack – Mindörökké zsaru    | Hack                       | Jessica Stoddard | 1 epizód     |
| 2006      | Gyilkos számok             | Numb3rs                    | diáklány         | 1 epizód     |

## Díjak és jelölések

### Díjak
- Young Artist Award (2003)